# Гайтон, Ванда
Ванда Мари Гайтон (англ. Wanda Marie Guyton; род. 14 октября 1965 года в Тампе, Флорида, США) — американская профессиональная баскетболистка, выступавшая в женской национальной баскетбольной ассоциации (ВНБА). Была выбрана на драфте ВНБА 1997 года на первом этапе элитного раунда под пятым номером клубом «Хьюстон Кометс». Играла в амплуа центровой. После окончания спортивной карьеры в ВНБА вошла в тренерский штаб родной команды NCAA «Саут Флорида Буллз». В последнее время работала главным тренером команды «ТСВ 1880 Вассербург».

## Ранние годы
Ванда Гайтон родилась 14 октября 1965 года в городе Тампа (штат Флорида), а училась она там же в средней школе Хиллсборо, в которой выступала за местную баскетбольную команду.